# Iroise de La Noé
Iroise de La Noé född 17 april 2018, är en fransk varmblodig travhäst som tränas och körs av Thomas Levesque.
Hon började tävla i juni 2021 och inledde med en seger. Hon har hittills sprungit in 363 400 euro på 30 starter, varav 11 segrar och 6 andraplatser samt 3 tredjeplatser. Den hittills största segern är tagen i Prix de Belgique (2025).
Hon har även segrat i Prix Henri Levesque (2023) och hon har även kommit på andraplats i Finale du Grand National du trot (2024), Prix Aletheia (2025) och kommit på tredjeplats i Prix Albert Demarcq (2023) och Prix Jockey (2023).

## Statistik
| Statistik för Iroise de La Noé (Ref.) | Statistik för Iroise de La Noé (Ref.) | Statistik för Iroise de La Noé (Ref.) | Statistik för Iroise de La Noé (Ref.) | Statistik för Iroise de La Noé (Ref.) | Statistik för Iroise de La Noé (Ref.) |
| ------------------------------------- | ------------------------------------- | ------------------------------------- | ------------------------------------- | ------------------------------------- | ------------------------------------- |
| Starter                               | Placeringar                           | Startprissumma                        | Segerprocent                          | Platsprocent                          | Rekord                                |
| 30                                    | 11-6-3                                | 363 400 euro                          | 37 %                                  | 67 %                                  | 1.11,0ak,                             |

### Större segrar
| År   | Lopp                | Kusk            | Vinstbelopp | Grupp   |
| ---- | ------------------- | --------------- | ----------- | ------- |
| 2023 | Prix Henri Levesque | Thomas Levesque | 54 000 EUR  | Grupp 2 |
| 2025 | Prix de Belgique    | Thomas Levesque | 54 000 EUR  | Grupp 2 |